# Vicent Munner i Valls
Vicent Munner i Valls (Barcelona, 19 de setembre de 1828 - 28 de setembre de 1876) fou un farmacèutic, químic, bibliotecari, conservador de museu i professor universitari català.
Estudià Química i Farmàcia, llicenciant-se en Farmàcia el 1851 a la Universitat de Barcelona i doctorant-se el 1853 a Madrid, llegint la seva tesi doctoral amb el títol “De la germinació, considerada principalment en els seus fenòmens químics”. Fou farmacèutic de la "Real Cámara". El 1851 va ser nomenat substitut de la Facultat de Farmàcia de la Universitat de Granada i l'any següent catedràtic de Pràctica d'operacions Farmacèutiques d'aquesta universitat. Posteriorment, passà a exercir aquesta càtedra a la Facultat de la UB, on el 1868 també ocupà la d'anàlisi química. Formà part de diferents corporacions científiques, com a soci de mèrit de l'Institut Agrícola Català de Sant Isidre, membre de la Societat Econòmica Barcelonesa d'Amics del País i dels Col·legis de farmacèutics de Madrid, Granada i Barcelona. Es va dedicar a l'estudi de les aigües minerals, i l'any 1856 ingressà la Reial Acadèmia de Ciències i Arts de Barcelona (RACAB) amb el discurs d'entrada Verdadero origen e importancia del análisis químico, i el 1861 fou nomenat acadèmic. Entre els càrrecs que ocupà es troben, entre d'altres, el de secretari de la Secció de Ciències Físico-químiques (1859-1862), bibliotecari (1857-1864), conservador del Museu, en diverses ocasions entre 1856 i 1862, vicepresident (1860) i, finalment, president de la RACAB entre els anys 1861 i 1862.
Entre els treballs que va publicar destaquen “Discurso de apertura del curso 1859 1860”, “Memoria sobre aguas minerales”, “Una excursión a la Puda de Montserrat” (1863) i “Extracto de las lecciones explicadas en la cátedra de análisis químicos de aplicación a las ciencias médicas”.